# Kudłatka farmerska
Kudłatka farmerska (Lasiodora camurujipe) – gatunek pająka z rodziny ptasznikowatych. Endemiczny dla wschodniej Brazylii, znany tylko z Mata Atlântica w Bahii.

## Taksonomia
|  | L. franciscana |
|  |                |
|  | L. sertaneja   |
|  |                |

|  | L. subcanens  |
|  |               |
|  | L. camurujipe |
|  |               |

|  | L. franciscana |
|  |                |
|  | L. sertaneja   |
|  |                |

|  | L. subcanens  |
|  |               |
|  | L. camurujipe |
|  |               |

|  | L. franciscana |
|  |                |
|  | L. sertaneja   |
|  |                |

|  | L. subcanens  |
|  |               |
|  | L. camurujipe |
|  |               |

|  | L. franciscana |
|  |                |
|  | L. sertaneja   |
|  |                |

|  | L. subcanens  |
|  |               |
|  | L. camurujipe |
|  |               |

Gatunek ten opisany został po raz pierwszy w 2023 roku przez Rogéria Bertaniego na łamach „Zootaxa”. Jako lokalizację typową wskazano Camurujipe koło Mata de São João w brazylijskim stanie Bahia. Epitet gatunkowy pochodzi od tejże lokalizacji.
Wyniki przeprowadzonej przez Bertaniego w 2023 roku analizy kladystycznej wskazują na zajmowanie przez omawiany gatunek pozycji siostrzanej dla L. subcanens.

## Morfologia
Pająk duży. U przykładowego samca karapaks ma 27,2 mm długości i 27,5 mm szerokości, a opistosoma (odwłok) 27,6 mm długości i 18 mm szerokości, natomiast u przykładowej samicy karapaks ma 26,6 mm długości i 25,4 mm szerokości, a opistosoma 34,1 mm długości i 25,9 mm szerokości.
Karapaks jest czarny, z wierzchu gęsto porośnięty, obrzeżony gęstymi szczecinkami jasnołososiowej barwy, u samicy węziej niż u samca. Szczękoczułki są czarne, u samca zaopatrzone w 11 zębów na przedniej krawędzi bruzdy i porośnięte jasnołososiowymi szczecinkami, a u samicy zaopatrzone w 9 zębów na przedniej krawędzi bruzdy i pozbawione takich szczecinek, u obu płci ponadto z drobnymi ząbkami u jej nasady. Szczęki i warga dolna mają rudobrązowe ubarwienie. Rudobrązowe sternum i spody bioder porastają krótkie szczecinki ciemnobrązowe i rozproszone, długie szczecinki brązowe.
Odnóża są czarne z wierzchu i ciemnobrązowe od spodu, u samca z biodrami, krętarzami i nasadami ud porośniętymi jasnołososiowymi szczecinkami, z jasnymi pasami na udach, rzepkach, goleniach i nadstopiach oraz z wyraźnymi białawymi obrączkami na wierzchołkach członów, u samicy natomiast z jasnołososiowymi szczecinkami ograniczonymi do bioder, z wyraźnymi białawymi obrączkami na wierzchołkach członów, pozbawione jasnych pasków. Pierwsza i czwarta para odnóży są najdłuższe, a trzecia najkrótsza. Kolcopodobne szczecinki aparatu strydulacyjnego na tylno-bocznych powierzchniach szczęk występują zarówno w górnym, jak i środkowym i dolnym obszarze; przemieszane są ze szczecinkami pierzastymi. Biodra pierwszej i drugiej pary mają na powierzchniach przednio-bocznych długie, brązowawe, nieco szpatułkowate szczecinki strydulacyjne. Powierzchnie tylno-boczne bioder pary pierwszej mają szczecinki strydulacyjne pierzaste i małe kolcowate, zaś par pozostałych nie mają szczecinek kolcowatych na tych powierzchniach. Szczecinki strydulacyjne bioder dwóch ostatnich par są bardzo cienkie. Stopy wszystkich par oraz nadstopia pary pierwszej i drugiej mają skopule na całej długości, natomiast nadstopia pary trzeciej mają je na połowie długości, a pary czwartej w odsiebnej ćwiartce. 
Opistosoma (odwłok) jest czarna z wierzchu i ciemnobrązowa od spodu, obficie porośnięta długimi szczecinkami barwy beżowej lub rudej. U obu płci obecne są włoski drażniące typu I i III.
Nogogłaszczki samca mają gruszkowaty bulbus z nieco dłuższym od tegulum, w części odsiebnej nieco spłaszczonym bocznie, na krótkim szczycie zgrubiałym embolusem o ząbkowanym kilu retrolateralnym. Genitalia samicy zawierają dwie bardzo krótkie, oddzielone silnie zesklerotyzowanym rejonem spermateki o szypułkach nieznacznie węższych niż części nabrzmiałe.

## Ekologia i występowanie
Gatunek neotropikalny, endemiczny dla stanu Bahia we wschodniej Brazylii, rozmieszczony od gminy Mata de São João do gminy São João. Zamieszkuje formację Mata Atlântica. Znajdywany był wśród korzeni figowców.